# Esercito del Ducato di Modena e Reggio
L'esercito del Ducato di Modena e Reggio o Reali Truppe fu la forza armata terrestre dello Stato austro-estense, operativa dal 1814 al 1863.

## Storia

### La seconda guerra d'indipendenza italiana
A fine aprile 1859, con lo scoppio della seconda guerra d'indipendenza italiana e la caduta del governo granducale nella confinante Toscana, le truppe estensi stanziate nei territori confinanti con il Regno di Sardegna vennero mobilitate. Il 28 maggio le guarnigioni di Massa, Carrara e Montignoso furono fatte ripiegare su Fivizzano. Il 29 aprile e il 12 maggio si registrarono alcune scaramucce attorno al borgo di Fosdinovo tra l'esercito estense e i Cacciatori della Magra filo-piemontesi. Nel frattempo, il 2 maggio, il regno sardo aveva dichiarato guerra al Ducato di Modena e Reggio mentre nel vicino Stato parmense la duchessa reggente Luisa Maria aveva lasciato temporaneamente la capitale.
Con lo sbarco del V Corpo d'armata francese a Livorno, il governo estense decise di richiamare tutte le truppe stanziate in Lunigiana e in Garfagnana sul versante emiliano dell'Appennino, mentre venivano fatte affluire da Bologna un battaglione austriaco. Per fermare l'avanzata franco-toscana sulle montagne, furono dislocati alcuni battaglioni sulle principali arterie di comunicazione dell'Appennino modenese e reggiano. A Pavullo fu stanziata la colonna Forghieri mentre a Casina fu insediato il centro operativo della colonna Casoni. In pianura una brigata austriaca al comando del generale Jablonsky stazionava a Carpi.
La sconfitta austriaca a Magenta e la consecutiva ritirata delle truppe imperiali dai territori dei ducati emiliani e dalla legazione pontificia di Bologna il 7 maggio, costrinse lo stato maggiore modenese a ordinare il ripiegamento delle truppe stanziate sugli Appennini. Il 10 giugno il duca Francesco V diede l'ordine ai suoi soldati di evacuare Modena e Reggio e di ritirarsi al Po. Il giorno seguente il sovrano estense abbandonava per sempre la capitale seguito dalla maggior parte delle sue truppe. L'esercito modenese, diretto a Mantova si ritirò attraverso Carpi e Guastalla, dove affluirono anche i soldati provenienti dalla guarnigione di Reggio. Il 14 giugno le truppe ducali, in tutto circa 3 800 uomini lasciavano il territorio del ducato.

### La Brigata Estense
Una volta raggiunto il territorio del Lombardo-Veneto, l'esercito modenese fu riorganizzato in una brigata operativa. Il 16 giugno fu accorpata alla divisione del generale Herdy che, insieme alla divisione del feldmaresciallo Jelačić, formava il II Corpo d'Armata del feldmaresciallo luogotenente Liechtenstein. Il 23 giugno, mentre il grosso delle truppe austriache muoveva verso il fiume Chiese, la Brigata Estense fu stanziata presso il forte di Belfiore, alle porte di Mantova. Il giorno seguente gli austriaci si scontrarono duramente con i francesi a Solferino riportando un'ulteriore sconfitta che compromise definitivamente l'andamento della guerra. Il II Corpo d'Armata austriaco, e di conseguenza anche le truppe estensi, rimasero di riserva per tutto l'andamento della battaglia.
Negli anni seguenti, nonostante il trasferimento a Vienna di Francesco V e la proclamazione del Regno d'Italia, la Brigata Estense vide accrescere le sue file sino a raggiungere le 5 000 unità. Il 24 settembre 1863, presso la villa Morosini Cappello di Cartigliano, vicino a Vicenza, la Brigata Estense fu ufficialmente sciolta.

## Organizzazione
Nel 1859 al vertice del Supremo Comando Generale vi era il generale Agostino Saccozzi, Comandante Generale delle RR Truppe e Ministro della Guerra. La sottostante struttura dell'esercito modenese era così articolata:
- Guardia Nobile d'Onore
- Stati Maggiori delle Piazze
- R. Corpo dei Trabanti
- R. Corpo dei Dragoni
- R. Corpo del Genio
- R. Corpo di Artiglieria
- Treno
- Pionieri
- R. Reggimento  Infanteria di Linea, composto da tre battaglioni.
- Compagnia Veterani

A questi reparti andava aggiunta una quarta brigata di riservisti a carattere territoriale.

### Approfondimenti
- Giornale della Reale Ducale Brigata Estense, Aedes Muratoriana, Modena 1977 (Ristampa anastatica)
- AA.VV., Ritratti fotografici degli Ufficiali dell'esercito austro-estense, Modena, Comune di Modena, Assessorato alla Cultura, 1982.
- Cesare Corradini, Organizzazione e strategia dell'esercito estense, pp. 48–54, in Reggio Storia, n. 28, anno VIII, luglio-settembre 1985
- Cesare Corradini, La difesa del Ducato nel 1859, in Reggio Storia, n. 30, anno IX, gennaio-marzo 1986, pp. 4–15
- Cesare Corradini, Fu presente ma non sparò un colpo, pp. 20–26, in Reggio Storia, n. 33, anno IX, ottobre-dicembre 1986
- Alberto Menziani, L'esercito del Ducato di Modena dal 1848 al 1859, Roma, Ufficio storico SME, 2006.
- Alberto Menziani, La caduta del ducato di Modena: dalla battaglia di Magenta ai trattati di Villafranca e di Zurigo, in «Atti e Memorie della Deputazione di storia patria per le antiche provincie modenesi», s. XI, vol. XXXIII (2011), pp. 231–260.
- Claudio Maria Goldoni, Atlante Estense. Mille anni nella storia d'Europa. Gli Estensi a Ferrara, Modena, Reggio, Garfagnana e Massa Carrara, Modena, Artestampa, 2011.
- Alessio Anceschi, Geografia degli Stati Estensi: i confini dell'Emilia e dell'alta Toscana e le strade del ducato, Sassuolo, Incontri, 2016.